# Свети Никола (Драгош)
Вижте пояснителната страница за други значения на Свети Никола.
„Свети Никола“ (на македонска литературна норма: „Свети Никола“) е възрожденска православна църква, главен храм на битолското село Драгош, Северна Македония, част от Преспанско-Пелагонийската епархия на Македонската православна църква – Охридска архиепископия.
Църквата е гробищен храм, разположен в западната част на селото. Дворът с гробищата има двойна порта, изградена в 1889 година. в архитектурно отношение храмът представлява относително голяма трикорабна сграда с полукръгла апсида на изток, в чиято долна част има девет плитки декоративни ниши. По-голямата част от църквата освен юглите, привратните части и прозорците е иззидана от обикновен ломен камък. По-късно от юг е дозидан затворен трем. Интериорът е разделен на три кораба от два реда колони и не е изписан. Иконостасът е голям обикновен триреден. По стиловите си характеристики престолните и апостолските икони се датират от средата на XIX век и са дело на местни зографи.